# Тевкелев, Кутлу-Мухаммед Батыргиреевич
Кутлу-Мухаммед Батыргиреевич Тевкелев (тат. Qotlımөxəmmət Batırgərəy uğlı Təfkilev, Котлымөхәммәт Батыргәрәй улы Тәфкилев; 1850 — после 1917) — мурза из рода Тевкелевых, мусульманский общественный деятель, крупный землевладелец, полковник.

## Биография
Родился в семье Батыргарея (Павла) Тевкелева и его жены Уммы-Гульсум (?—1905). Выпускник Пажеского корпуса в Санкт-Петербурге. В 1870—1885 годах служил офицером в Казачьем лейб-гвардии полку. Участник русско-турецкой войны 1877—1878 года, в частности участвовал в битве под Плевной. Вышел в отставку в чине полковника. С 1885 гласный Елабужского уездного земского собрания Вятской губернии, с 1889 многократно избирался гласным Уфимской городской думы и Уфимского губернского земств. С 1889 года гласный земского собрания Белебеевского уезда Уфимской губернии. Предводитель дворян Белебеевского уезда (1905—1910, 1914—1917). Почётный мировой судья. Состоял членом Самарского отделения Дворянского земельного банка от дворянства Уфимской губернии. Председатель совета Уфимского Общества взаимного кредита, председатель Комитета престарелых мужчин и мальчиков-магометан в Уфе. С 1905 года вступил в партию «Иттифак эль муслимин». Член уфимской организации Конституционно-демократической партии. Владел 1093 десятинами земли в Белебеевском уезде. Был женат, но уже к 1907 году жена Тевкелева скончалась.

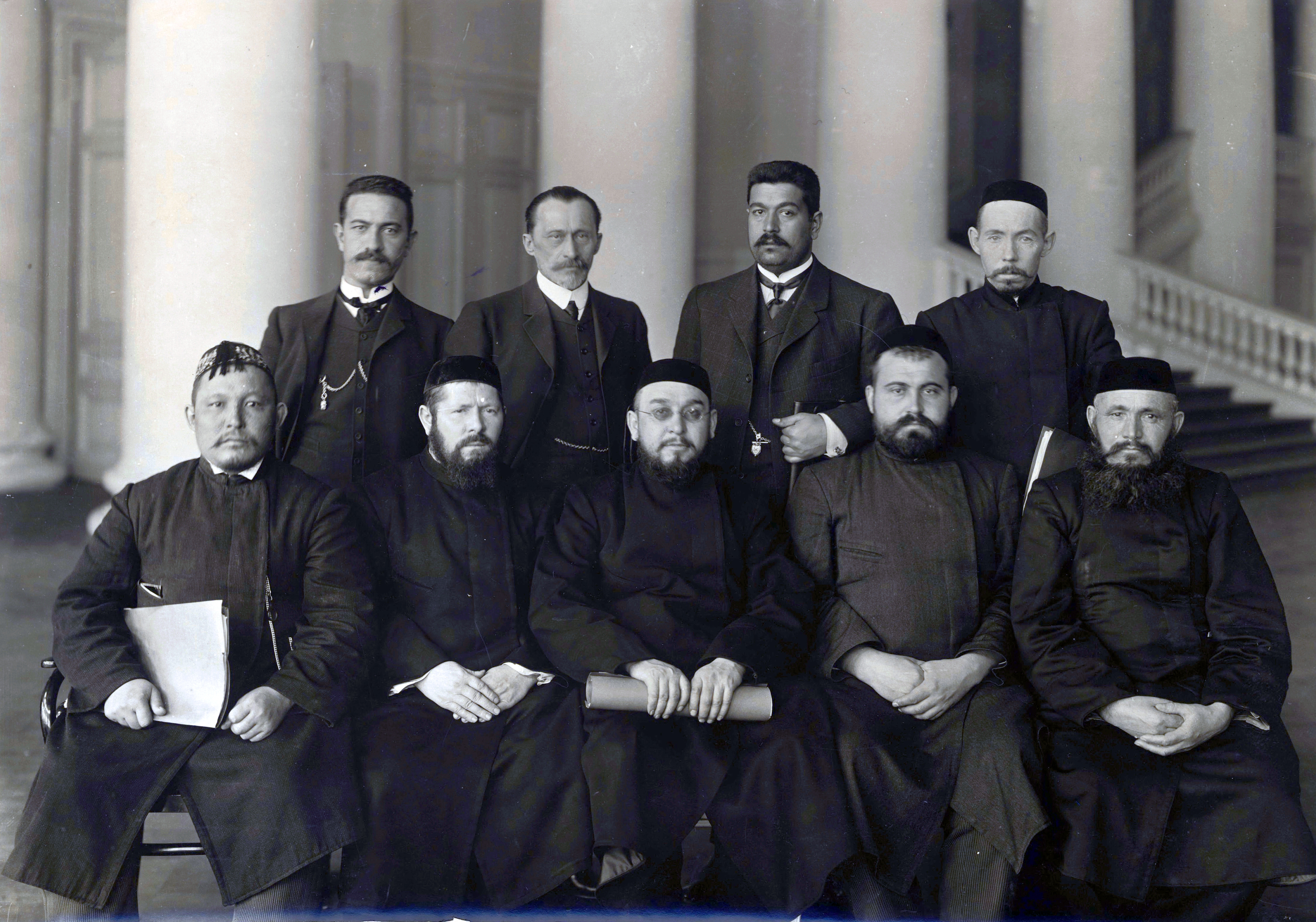
Группа депутатов Мусульманской фракции II Государственной Думы. Стоят: Махмудов М., Тевкелев К., Зейналов З., Бадамшин Г.; сидят: Кощегулов Ш., Хасанов М., Усманов Х., Атласов Х., Мусин Г.

26 марта 1906 избран в Государственную думу I созыва от общего состава выборщиков Уфимского губернского избирательного собрания. Вошёл в состав Конституционно-демократической и Мусульманскую фракций. В Думе был мало активен. Во время роспуска Государственной Думу был в Крыму на лечении, и поэтому не участвовал в Выборгском совещании.
6 февраля 1907 избран во Государственную думу II созыва от общего состава выборщиков Уфимского губернского избирательного собрания. Вошёл в состав Мусульманской фракции. Состоял в думской продовольственной комиссии, комиссии о нормальном отдыхе служащих в торговых и ремесленных заведениях, комиссии по рабочему вопросу и комиссии по переселенческому делу.
16 октября 1907 избран в Государственную думу III созыва от общего состава выборщиков Уфимского губернского избирательного собрания. Председатель в Мусульманской фракции. Состоял в думской комиссии по переселенческому делу, комиссии по местному самоуправлению, комиссии о гимназиях и подготовительных училищах, комиссии о штате канцелярии Государственной Думы, комиссии по упразднению пастбищных и лесных сервитутов в западных и белорусских губерниях. От имени Мусульманской фракции сделал следующие заявления: о присоединении к формуле перехода к очередным делам, внесенной Конституционно-демократической фракцией, по поводу законопроекта «О вспомоществовании пострадавшим от революции», о воздержании фракции от голосования законопроекта «Об ассигновании 4 003 740 рублей на церковно-приходские школы». Был одним из наиболее образованных, влиятельных и уважаемых мусульманских депутатов. С думской трибуны многократно выступал по вопросам, важным для мусульман, граждан Российской империи. 20—21 октября 1908 году участвовал в Совещании конституционно-демократической фракции и представителей провинциальных групп партии. На этом совещании подтвердил принадлежность Мусульманской фракции к оппозиционному блоку в Думе.
20 октября 1912 избран в Государственную думу IV созыва от съезда землевладельцев. Председатель Мусульманской фракции. Состоял в Совете старейшин Думы и комиссий: по местному самоуправлению, по военным и морским делам, продовольственной. Выступил с заявлением о мотивах голосования Мусульманской фракции по вопросу о желательности законодательного предположения об изменении Положения о выборах в ГД.

К.-М. Тевкелев и А. М. Топчибашев. Оренбург, 1914 г.

В июне 1914 года в Санкт-Петербурге был одним из основных организаторов Мусульманского съезда, который был посвящён вопросам реформирования религиозного управления. В декабре 1914 года в Петрограде делегат Всероссийского съезда представителей мусульманских общественных организаций. На нём избран членом Комитета оказания помощи воинам и их семьям.
В 1916 году в Лозанне (Швейцария) участвовал в Конгрессе народов России. Летом 1916 г. во время восстания казахов, киргизов и других среднеазиатских народов в Степном крае и Туркестане совместно с А. Ф. Керенским возглавил специальную комиссию Думы, направленную в этот регион для выяснения причин народных волнений. Прибыл в Ташкент 15 августа 1916 года в сопровождении джадидских лидеров Шакира Мухамедиярова и Мустафы Чокаева, а А. Ф. Керенский приехал туда же 17 августа. Во время поездки, продолжавшейся до 2 сентября, депутаты посетили Самарканд, Джизак, Андижан и Коканд.
После Февральской революции в марте 1917 года избран членом Временного центрального бюро мусульман России. Вскоре отошел от активной общественной и политической деятельности.
Дальнейшая судьба и дата смерти неизвестны.

## Семья
- Брат — Ахмед (Владимир) (1862—?)[1]
- Сестра — Захира (Чингиз)[1]

### Рекомендованные источники
- Четвёртая Государственная Дума: Портреты и биографии. СПб., 1913;
- 4-й созыв Государственной думы: Художественный фототипический альбом с портретами и биографиями. СПб., 1913;
- Башкортостан: Краткая энциклопедия. Уфа, 1996;
- Мусульманские депутаты Государственной думы России, 1906—1917 годы: Сборник документов и материалов. Уфа, 1998. С. 304-05;
- Усманова Д. Мусульманские представители в Российском парламенте, 1906-17. Казань, 2005.
- Российский государственный исторический архив. Фонд 1278. Опись 1 (1-й созыв). Дело 42. Лист 17; Опись 1 (2-й созыв). Дело 425; Дело 555. Лист 5; Опись 9. Дело 782, 783; Фонд 1327. Опись 1. 1905 год. Дело 141. Лист 51 оборот-52; Дело 143. Лист 144 оборот; Дело 144. Лист 6З оборот.